# Vương Linh
Vương Linh (sinh năm 1960), tên khai sinh là Đoàn Vương Linh, là một diễn viên, biên đạo múa người Việt Nam, được tặng danh hiệu Nghệ sĩ Nhân dân năm 2015. Bà cùng chồng là Nghệ sĩ Nhân dân Đặng Văn Hùng được tặng Giải thưởng Nhà nước về Văn học Nghệ thuật năm 2022.

## Tiểu sử
Năm 1972, Vương Linh vào học tại Trường Múa Việt Nam.
Năm 1980, Vương Linh (cùng với Đặng Hùng, người sau này là chồng bà), đại diện Việt Nam dự thi một cuộc thi ballet quốc tế và họ là hai trong số bốn người tốt nghiệp khóa 9 được Nhà nước gửi sang Liên Xô. Vương Linh được đào tạo tại Trường Đại học Nghệ thuật Sân khấu Moskva. Tháng 4 năm 1986, sau khi tốt nghiệp đại học múa tại Liên Xô, Vương Linh (cùng với Đặng Hùng, lúc này là chồng bà) trở về nước, công tác tại Nhà hát Giao hưởng Nhạc – Vũ kịch Việt Nam. Đến năm 1988, Vương Linh theo chồng chuyển vào miền Nam và công tác tại Đoàn ca múa nhạc Bông Sen.
Năm 1995, Vương Linh cùng với chồng mở lớp dạy múa, sau này trở thành Đoàn múa Những Ngôi Sao nhỏ.
Vương Linh được Nhà nước phong tặng Nghệ sĩ Nhân dân vào năm 2015.
Năm 2022, Vương Linh cùng chồng (đồng tác giả) nhận Giải thưởng Nhà nước về Văn học Nghệ thuật cho 4 tác phẩm múa: Khát vọng Tây Nguyên; Hội trống sang canh; Gọi mưa; Vũ hội xuân.

## Đời tư
Vương Linh và Đặng Hùng quen nhau năm 1972 khi cùng học tại Trường Múa Việt Nam. Nhung đến năm 1980, khi hai người cùng được gửi sang Liên Xô đào tạo mới nảy sinh tình cảm. Năm 1983, họ tổ chức đám cưới tại hội trường ký túc xá đại học ở Moskva.
Con gái lớn của họ là Linh Nga sinh năm 1986, tại Liên Xô, hiện tại là một nghệ sĩ múa có tiếng  đã được phong tặng danh hiệu Nghệ sĩ ưu tú. Con trai út của họ là Hùng Minh, sinh năm 1995, theo học ngành quản trị du lịch.